# Papier samokopiujący
Papier samokopiujący (potocznie "kalka") służy do jednoczesnego wypisywania oryginału z kopią. Na kartce oryginału pisze się naciskając mechanicznie na jej powierzchnię, np. za pomocą długopisu, maszyny do pisania, drukarki igłowej. Dzięki temu naciskowi na kartce kopii tworzona jest kopia oryginału.
Papiery samokopiujące można podzielić na papiery kopiujące mechanicznie i chemicznie.
- papiery kopiujące mechanicznie:

Druki samokopiujące przechodzą ewolucję. Najpierw do tworzenia kopii produkowano kalkę do kopiowania: na bibułkę nakładano warstwę barwiącą. Tak wykonaną kalkę do kopiowania umieszczano pomiędzy kartką oryginału i kopii, warstwą barwiącą w kierunku powierzchni kopii. Chronologicznie następne były papiery kopiujące mechanicznie. W tych papierach warstwa barwiąca jest umieszczana od spodniej części oryginału. Mankamentem jest to, że warstwa barwiąca brudzi powierzchnię kopii. Dla zmniejszenia tego niepożądanego zjawiska warstwę barwiącą umieszcza się jedynie w miejscach do kopiowania.
- papiery kopiujące chemicznie:

Papiery kopiujące chemicznie produkowane są chronologicznie później od papierów kopiujących mechanicznie. Na wierzchniej stronie kartki-kopii umieszczana jest warstwa substancji chemicznej. Kartka-oryginał od strony spodniej pokryta jest warstwą zawierającą mikrokapsułki z substancją chemiczną. Podczas mechanicznego nacisku, występującego podczas pisania na oryginale, pękają mikrokapsułki i uwalnia się substancja chemiczna. Zachodzi reakcja między uwolnioną substancją a warstwą chemiczną kartki-kopii, w wyniku czego powstaje związek, będący zarazem barwnikiem.
Do początku lat 1970. w skład tuszów, którymi były napełniane mikrokapsułki stosowane w papierze samokopiującym, wchodziły polichlorowane bifenyle (PCBs).